# Ludzas novads
Ludzas novads is een gemeente in Letgallen in het oosten van Letland. De hoofdplaats is Ludza.
De huidige gemeente ontstond op 1 juli 2021, toen de gemeenten Ciblas novads, Kārsavas novads en Zilupe novads en de bestaande gemeente Ludzas novads samengingen.
De eerdere gemeente ontstond in 2009 na een herindeling waarbij de stad Ludza en de landelijke gemeenten Briģi, Cirma, Isnauda, Istra, Nirza, Ņukši. Pilda, Pureņi en Rundēni werden samengevoegd.
Nationale steden (valstspilsētas):

Daugavpils  · Jelgava · Jūrmala · Liepāja · Rēzekne · Riga · Ventspils

Gemeenten (novadi):

Ādažu novads
· Aizkraukles novads
· Alūksnes novads
· Augšdaugavas novads
· Balvu novads
· Bauskas novads
· Cēsu novads
· Dienvidkurzemes novads
· Dobeles novads
· Gulbenes novads
· Jelgavas novads
· Jēkabpils novads
· Krāslavas novads
· Kuldīgas novads
· Ķekavas novads
· Limbažu novads
· Līvānu novads
· Ludzas novads
· Madonas novads
· Mārupes novads
· Ogres novads 
· Olaines novads
· Preiļu novads
· Rēzeknes novads 
· Ropažu novads
· Salaspils novads
· Saldus novads
· Saulkrastu novads
· Siguldas novads
· Smiltenes novads
· Talsu novads
· Tukuma novads
· Valkas novads
· Valmieras novads
· Varakļānu novads
· Ventspils novads 